# 名倉弘雄
名倉弘雄（なぐらひろお、1945年 - ）は、洋画から日本画に転向した日本画家。浄土宗西山深草派の不退院第27世の住職（方丈）でもある。能を主題にした作品を描いている。

## 経歴
浄土宗西山深草派の寺院である不退院の長男として生まれる。油絵画家であった伯父の影響もあって、早くから絵に興味をもつ。寺の跡継ぎを余儀なくされていたため、東京へ進学はできず、地元にある国立愛知教育大学美術科に進学する。この学校は師範学校の流れをくむ学校であったため、全教科の習熟を必然とした。その学習が後の彼にとって、創作にプラスになったことを述べている。
卒業後は、公立校の美術教師を勤めながら、制作を続ける。ヨーロッパ遊学を経て20年ほど洋画家として地元を中心に、作品を発表する。後半の10年ほどは仏像を主眼に取り組む。個展を訪れたある画家から、一般社団法人日本画府が主催する日府展への出品を勧められ、第32回日府展に洋画を出品。翌年日本画に転向し、中部日府展と第33回日府展に日本画を出品する。その後、300号大の作品を中心に制作する。また、仏像から能に主題を変え、制作を続けている 。
2014年頃より発表の場を海外に広げている。2017年出版のアートメゾン・インターナショナル Vol.21 と2018年出版のアートメゾン・インターナショナル Vol.22では、スペイン国際美術評論家 ペドロ・フランシスコ・ガルシア（Pedro Francisco García）A.M.S.C.International 総合監修者が、名倉の作品の評論を書いている。また、2018年には国際美術評論家の長谷川栄との対談が、BM(美術の杜) 新年号に掲載された。ここで名倉の生い立ちが詳しく紹介されている。2019年には アートメゾン・インターナショナルVol.23にスペイン国際美術評論家でもあり、美術鑑定士でもある（アルフォンソ・ゴンサレス＝カレーロ)との対談が掲載されている。2020年の Art MAISON Vol.24 平成美術では、名倉の最近作や彼の人となりが日本語と英語で詳しく紹介されている。
2020年 BM(美術の杜）Vol.53号 現代の巨匠 名倉弘雄の特集が組まれている。ここでは名倉の略歴や彼の年代ごとの代表作品が紹介されている。
2021年4月 A.M.S.C.スペイン本部 監修のもとDVD『Art En Accion』が 麗人社発行で制作された。
2022 現代人気美術作家年鑑に「仕舞」(300号 2010) と「舞1」(80号 2011) の2点が掲載されている。
2023 Art MAISON INTERNATIONAL Vol.27には、『幻想・舞2022-1』と『幻想・舞2022-2』と『紅葉狩り』が掲載されている。
2024 現代人気美術作家年鑑に「シテ舞1」(F20号 2023) と「華-2010-」(変形300号 2010) と「慶-2012-」(変形300号 2012) と「シテ舞2」(F20号 2023)と「舞 2023」(F80号 2023) の５点が掲載されている。
2025 昭和100年記念 芸術界に「仕舞」(300号 2010) と「幻想・舞2015」(300号 2015) の２点と主な受賞歴が掲載されている。　

## 評価
フランスの評論家でもあり、画家でもあるアラン・バザール（フランス芸術家協会 ル・サロン 絵画部門代表)は、「幻想舞 2018-1」「幻想舞 2018-2」について、「高雅な武家文化から生まれた伝統的なスタイルを持ち続けている」「2019年に描かれた二作品は、いずれも微妙に異なる数種類の金の色合いが大変美しい」と絶賛している。
『2021 現代人気美術作家年鑑』にてフランスの美術評論家クリスティーヌ・モノーは「 幻想舞 II-2020 」について、「中央に置かれた面の表情が、左右に配された舞台と面を従えるという、明瞭な構成の意図が感じられる。演者の心象に、より接近する画家の創作衝動の鮮明が、鑑賞者の心をわしずかみにする。場面の陰影表現の見事さと共に、舞台に輝く幽玄の金色を、象徴的に描いており、その色彩の妖美が素晴らしい」と評価している。
『Art MAISON International Vol.27』でアルフォンソ・ゴンサレス＝カレーロは、我々A.M.S.C.は名倉弘雄という画家に注目してきた。その際私は、画面に描かれた人物は現実のものではなく、仮想のイメージが現実に置き換わったと言及した。それが、鑑賞者の好奇心を掻き立てていると称賛している。 

## 年譜
- 1945年　愛知県西尾市に生まれる。
- 1961年　愛知県立西尾高等学校に入学。
- 1964年　愛知教育大学教育学部美術科（美術専攻）に入学。
- 1968年　同大学を卒業する。
- 1973年　ヨーロッパ（8カ国）遊学。
- 1974年　個展（渡欧展）　碧南アトリエにて。
- 1983年　個展（仏像と風景）西尾ギャラリー・サンドリオンにて。
- 1984年　個展（仏像の世界）西尾ギャラリー・サンドリオンにて。
- 1985年　第32回日府展に洋画を出品。
- 1985年　中部日府展に日本画を出品（日本画に転向）。
- 1986年　第33回日府展に日本画を出品（以後毎年）評議員に推挙される。
- 1989年　第36回日府展奨励賞を受賞する。
- 1990年　第37回日府展にて日本画府理事に推挙される。
- 1993年　個展（日本画の世界） 名鉄パレ百貨店にて。
- 1994年　東海3県の日本画府理事により創日会を創立する。創立会員となる（創日会の監査委員になる）。
- 1995年　能楽3人展（日本画、面打ち、写真）稲沢市荻須記念美術館[16]にて。
- 2005年　秋の創日展中日賞（中日新聞）を受賞する。
- 2006年　第13回創日展奨励賞受賞する。
- 2006年　創日会運営委員に選出される。
- 2007年　創日会運営委員長（会代表）に選出される。
- 2010年　紙上個展（新しい日本画、独自の表現） 茨城美術新聞紙上美術館企画にて。
- 2013年　創日会運営委員長（会代表）を辞する。第60回記念 日府展にて奨励賞を受賞する。一般社団法人 日本画府に復帰する。
- 2014年　第61回 日府展にて努力賞を受賞する。一般社団法人 日本画府参事に推挙される。
- 2015年　第9回 モナコ・日本芸術祭2015 出品並びに公式ツアーに参加　Rose de Monaco 賞を受賞する。
- 2015年　第62回 日府展にて2度目の努力賞を受賞する。
- 2015年　パリのマドレーヌ寺院で開催の 2015「恒久平和展」に出品する。
- 2015年　東久邇宮文化褒賞を受賞する。
- 2016年　Art Maison Selection「ある視点」〜多層な日本美術を検証する〜 に出品する。REIJINSHA GALLERY 東京銀座にて。
- 2016年　一般社団法人 雪舟国際美術協会無鑑査会員に推挙される。
- 2016年　第63回 日府名古屋展にて愛知県知事賞を受賞する。
- 2016年　A.M.S.C. スペイン本部芸術家会員となる。(モニュメントに記銘される)
- 2017年　第11回 モナコ・日本芸術祭2017 出品並びに公式ツアーに参加　モナコ・日本芸術祭「造形芸術文化賞」を受賞する。
- 2017年　台北で開催の台日藝術博覧会 一Art Station一 2017 に出品する。台日国際藝術交流貢献奨を授与される。
- 2017年　Art Maison International Vol.21 に掲載される[17]。
- 2017年　国際美術展 OASIS 2017 に出品する。
- 2017年　スペインのマドリードで開催のアートメゾン・ビェンナーレ 2017 に出品する。DIPLOMA 証書とゴールド会員証を授与される。
- 2018年　第12回 モナコ・日本芸術祭2018 出品並びに公式ツアーに参加　Prix des Arts et de la Culture Rencontre Artistique Monaco-Japon 賞を受賞する。
- 2018年　Art Maison International Vol.22に掲載される[18]。
- 2018年　国際美術展 OASIS 2018（日本とスペイン）に出品する。
- 2018年　第65回記念 日府展にて日府賞受賞する[19]。
- 2018年　アート・ルネサンス・グランプリ(レオナルド・ダ・ヴィンチ没後500年 - ルネサンス500年祭 開催記念) を受賞する[20]。
- 2018年　美術専門誌 BM(美術の杜) Vol.48[21]に国際美術評論家との対談が掲載される。
- 2019年　第13回 モナコ・日本芸術祭2019 出品並びに公式ツアーに参加 Prix grand abenir賞を受賞する[22]。
- 2019年　Art Maison International Vol.23 にスペイン国際美術評論家との対談が掲載される[23]。
- 2019年　台北で開催の 台日藝術博覧会 Art Station 2019 に出品する。梅花奨[24]を授与される。
- 2019年　21世紀国際芸術賞金賞[25]を受賞する。BM Vol.49 に掲載される。
- 2019年　世界基準国際芸術文化協会より デュ・パトリモアンヌ芸術賞[26]を授与される。Art Journal 2019.August Vol.98 に掲載される。
- 2019年　ミラノ・レオナルド500開催記念・ミラノ国際芸術褒章受章[27]並びに評論家推薦作家大賞を受賞する。BM(美術の杜) Vol.50 に掲載される。
- 2019年　世界基準国際芸術文化協会より The International Most Valuable Artist 賞を授与される。Art Journal 2019.November Vol.99 に掲載される。
- 2019年　Bienal de ARTE de JAPON Era HEISEI - REIWA 2019[28]出品参加する。
- 2019年　トリコロール最高芸術金賞選考委員会より最高芸術金賞を授与される。BM(美術の杜) Vol.51[28]に掲載される。
- 2020年　Japan Art Bridge Project 2020[28]第14回モナコ・日本芸術祭 並びに ミラノ・ジャパンアートコレクション2020 に出品 公式ツアーに参加する。アーティスティックゲートウェイ賞 並びに PREMIO INTERNAZIONALE D'ARTE DI MILANO 賞[29]を授与される。
- 2020年　第26回 雪舟国際美術協会展にて特選（日本画）を受賞する[30]。
- 2020年　アートジャーナル社より日本藝術選奨[31]日本画部門大賞を授与される。日本美術史珠玉の名画・名筆100選を受賞する[32]。
- 2020年　ユニオン・デ・ザールより現代人気美術作家年鑑 年間グランプリ 2019 日本画部門を授与される[33]。
- 2020年　日米蘭仏藝術アカデミー協会よりアートクロス芸術大賞を授与される[34]。
- 2020年　世界基準国際芸術文化協会[35]より世界芸術遺産百科事典に登録される。
- 2020年　Art MAISON INTERNATIONAL Vol.24 平成美術 HEISEI BIJUTSU に掲載される。
- 2020年　エトワール芸術大賞[36]並びに アート・ラヴィサント・グランプリ[37]を受賞する。BM Vol.52 に掲載される。
- 2020年　BM（美術の杜） Vol.53[38]に現代の巨匠 名倉弘雄の特集が掲載される[39]。
- 2020年　戦後日本美術総集IV[40]（麗人社発行) に2点が掲載される。
- 2020年　BIFROST Vol.28[41]にて 新時代最優秀作家賞を授与される。
- 2020年　パリ・ルーブル美術館 世界遺産登録 30年記念 アルチスト ブリリアント 認定証[42]を受ける。
- 2021年　Art Selection 美のおもてなし展（アルファネオ KK 主催) にて国際平和藝術大冠賞を授与される。
- 2021年　ユニオン・デ・ザールより現代人気美術作家年鑑 年間グランプリ[43]2020 日本画部門を授与される。
- 2021年　Art En Accion 2021 A.M.S.C. スペイン本部 監修 / 麗人社発行のもとDVDで紹介される。
- 2021年　パリ芸術文化賞（パリ・セーヌ河岸世界遺産登録30年記念）を授与される。BM Vol.55 に掲載される。
- 2021年　台日藝術博覧会 2021 に出品する。台日国際藝術交流彩華奨を授与される。
- 2021年　Art MAISON INTERNATIONAL Vol.25[44][45]に掲載される。
- 2021年　奈良・信貴山 御神酒奉納永久収蔵展に参加する[46][47]。
- 2021年　A.M.S.C.グランドコレクション賞][48]を授与される。
- 2021年　BM（美術の杜） Vol.57 「 幻想舞 2017-2 」が掲載される[49]。
- 2022年　2022 現代人気美術作家年鑑 年間グランプリ（日本画部門）を授与される。
- 2022年　幻想舞2022-2 が全日本美術[50]（全日本美術新聞社）8月号に掲載される。
- 2023年　2023 現代人気美術作家年鑑　第１回日本伝統文化伝承画家大賞 を授与される[51]。
- 2023年　Art MAISON INTERNATIONAL Vol.27 に掲載される[52]。
- 2023年　全日本美術（全日本美術新聞社）8月号に掲載される[53]。
- 2023年 「シテ舞 2」がBM（美術の杜） Vol.62 に掲載される[54]。
- 2024年 「中之島フェスタ・デル・アルテ 2024」に参加する[55][56]。
- 2024年　2024 現代人気美術作家年鑑[57] 第2回日本伝統文化伝承画家大賞を授与される[58]。
- 2024年　全日本美術（全日本美術新聞社）9・10月号に掲載される[59]。
- 2024年　第15回 モナコ・日本芸術祭2024 出品並びに公式ツアーに参加 Prix d'Honneur賞を受賞する[60][61][62]。
- 2024年　BM(美術の杜) Vol.66『 追悼　長谷川 栄が注目したアーチスト 』に作品『紅葉狩り』と追悼文が載る[63]。
- 2025年　昭和百年記念 芸術界 2025 (日本芸術年鑑社) に掲載される[64][65]。
- 2025年　2025 現代人気美術作家年鑑に掲載　第3回日本伝統文化伝承画家大賞を授与される[66] [67]。
- 2025年　昭和１００年 1926-2025 展に参加する [68]。

## 主な作品
- 『ステーション』(昭和62年)
- 『月下浄苑』(平成2年)
- 『塔のある風景』（平成4年) 茨城美術新聞〔にっぽん絵画史〕に掲載される。（平成19年12月20日発刊 ）
- 『想2』(平成17年)
- 『舞1』(平成18年)
- 『華』(平成22年)
- 『仕舞い』(平成22年）2022 現代人気美術作家年鑑に掲載される。
- 『幻想舞Ⅱ』(平成26年)
- 『幻想・舞 2015-1』(平成27年)　茨城美術新聞〔未来に伝えたい美術作家〕に掲載される。（平成27年10月15日発行 ）
- 『幻想・舞2016-1』(平成28年)
- 『幻想・舞2017-1』(平成29年)　日本藝術の創跡 Vol.22 に掲載される。（平成29年10月発行）[69]。　フランクフルト・ブックフェアに出展する。
- 『幻想・舞2018-1』(平成30年)　第65回日府展　日府賞
- 『幻想・舞2018-2』(平成30年)　第65回日府展　日府賞
- 『幻想・舞2019-1』(平成31年)　デュ・パトリモアンヌ芸術賞  　ミラノ国際芸術褒章受章  　2020 現代人気美術作家年鑑に掲載される。
- 『幻想・舞2019-2』(平成31年)　ミラノ国際芸術褒章受章　　2020 現代人気美術作家年鑑に掲載される。
- 『幻想・舞2020-1』(令和3年)  「Art En Accion」 DVDに収録される。 Art MAISON International Vol.25 に 掲載される。2021 現代人気美術作家年鑑に掲載される[70]。
- 『幻想・舞2020-2』(令和3年)  「Art En Accion」 DVDに収録される。 Art MAISON International Vol.25 に 掲載される。2021 現代人気美術作家年鑑に掲載される。
- 『幻想・舞2022-1』
- 『幻想・舞2022-2』(令和4年)　全日本美術（全日本美術新聞社）2022年 8月号に掲載される[71]。
- 『舞2023』(令和5年)　全日本美術（全日本美術新聞社）2023年 8月号に掲載される[72][73]。
- 『幻想舞 2024』(令和6年)　全日本美術（全日本美術新聞社）2024年 9・10月号に掲載される[74]。

## 掲載書籍
- Art MAISON International Vol.21   ISBN 978-4-8021-3050-9
- Art MAISON International Vol.22   ISBN 978-4-8021-3092-9
- Art MAISON International Vol.23   ISBN 978-4-8021-3144-5
- Art MAISON International Vol.24   ISBN 978-4-8021-3181-0
- Art MAISON International Vol.25   ISBN 978-4-8021-3237-4
- Art MAISON International Vol.27   ISBN 978-4-8021-3389-0
- POSTWAR JAPANESE ART COLLECTION Ⅳ（ 戦後日本美術総集Ⅳ）ISBN 978-4-8021-3208-4
- 日本藝術の創跡 Vol.22 The History of Artistic Creation in Japan ISBN 978-4-88338-627-7
- Sesshu International Art Society Yearbook-2016 Edition   ISBN 978-4-8021-3019-6
- Sesshu International Art Society Yearbook-2017 Edition   ISBN 978-4-8021-3052-3
- Sesshu International Art Society Yearbook-2018 Edition   ISBN 978-4-8021-3093-6
- BIJUTSU NO MORI Vol.48   ISBN 978-4-434-25540-3 C0370
- BIJUTSU NO MORI Vol.49   ISBN 978-4-434-26017-9 C0370
- BIJUTSU NO MORI Vol.50   ISBN 978-4-434-26488-7 C0370
- BIJUTSU NO MORI Vol.51   ISBN 978-4-434-27002-4 C0370
- BIJUTSU NO MORI Vol.52   ISBN 978-4-434-27402-2 C0370
- BIJUTSU NO MORI Vol.53   ISBN 978-4-434-27920-1 C0370
- BIJUTSU NO MORI Vol.54   ISBN 978-4-434-28325-3 C0370
- BIJUTSU NO MORI Vol.55   ISBN 978-4-434-28928-6 C0370
- BIJUTSU NO MORI Vol.56   ISBN 978-4-434-29361-0 C0370
- BIJUTSU NO MORI Vol.57   ISBN 978-4-434-29929-2 C0370
- BIJUTSU NO MORI Vol.59   ISBN 978-4-434-30909-0 C0370
- BIJUTSU NO MORI Vol.60   ISBN 978-4-434-31556-5 C0370
- BIJUTSU NO MORI Vol.62   ISBN 978-4-434-32697-4 C0370
- BIJUTSU NO MORI Vol.63   ISBN 978-4-434-33364-4 C0370
- BIJUTSU NO MORI Vol.65   ISBN 978-4-434-34563-0 C0370
- BIJUTSU NO MORI Vol.66   ISBN 978-4-434-35079-5 C0370
- にっぽん絵画史　ISBN 978-4-9903911-0-2
- 花美術館  Vol.66   ISBN 978-4-88143-150-4
- 花美術館  Vol.69   ISBN 978-4-88143-153-5
- 2019 現代人気美術作家年鑑  ISBN 978-4-434-25694-3
- 2020 現代人気美術作家年鑑  ISBN 978-4-434-27224-0
- 2021 現代人気美術作家年鑑  ISBN 978-4-434-28649-0
- 2022 現代人気美術作家年鑑  ISBN 978-4-434-30127-8 C0570
- 2023 現代人気美術作家年鑑  ISBN 978-4-434-31717-0 C0570
- 2024 現代人気美術作家年鑑  ISBN 978-4-434-33625-6 C0570
- 2025 現代人気美術作家年鑑  ISBN 978-4-434-35394-9 C0570
- Art Journal Vol.98  ISBN 978-4-434-26360-6 C0371
- Art Journal Vol.99  ISBN 978-4-434-26695-9 C0371
- Art Journal Vol.100  ISBN 978-4-434-27079-6 C0371
- BIFROST Vol.27 March 2020  ISBN 978-4-902726-27-5 C0071
- BIFROST Vol.28 November 2020  ISBN 978-4-902726-28-2 C0071
- 世界芸術遺産百科事典
- 13EME RENCONTRE ARTISTIQUE MONACO-JAPON 2019[75]
- 雪舟国際美術協会展作品集
- 日府展作品集(図録)
- 創日展作品集(図録)
- 第30回記念 雪舟国際美術協会展
- 百兵衛 特別記念号 No.60　ISBN 978-4-8021-5741-4
- MONACO-JAPON 2024 第15回記念「モナコ・日本芸術祭」公式作品集　ISBN 978-4-8021-3486-6 C0471
- 昭和百年記念 芸術界 2025 (日本芸術年鑑社)
- 第31回 雪舟国際美術協会展
- 昭和100年 1926-2025 展 公式記録集

### 動画
- Art En Accion（アルテ・エン・アクシオン）2021　Hiroo Nagura - YouTube